# 尼克·馬斯曼
尼克·馬斯曼（荷蘭語：Nick Marsman；1990年10月1日—）是一位荷蘭足球運動員，在場上的位置是守門員。最後效力於美國職業足球大聯盟球隊邁阿密國際。

## 职业生涯
出生于兹沃勒的馬斯曼曾效力于特温特足球俱乐部和前进之鹰。
2017年6月，他与乌德勒支足球俱乐部签下一年合同。